# Олщин
О̀лщин (на полски: Olsztyn; на немски: Allenstein; на пруски: Alnāsteini; на литовски: Olštynas) е град в Североизточна Полша.
Административно е обособен в отделен окръг (повят). Заема площ от 88,328 км². Той е столица на Варминско-Мазурското войводство, както и административен център на Олщински окръг, без да е част от него.

## История
Селището е основано от тевтонския рицар Хайнрих фон Лутер през 1334 година в земята на пруското племе галинди. Градски права получило през 1353 година.

## География
Градът се намира в южната част на историческата област Вармия. Разположен е край бреговете на река Лина във физикогеографския макрорегион Мазурска езерна област.

## Население
Населението на града възлиза на 173 070 души към 2017 г. Гъстотата на населението е 1959 души/км².
Численост
- 1770 – 1800 души
- 1800 – 2200 души
- 1860 – 7600 души
- 1920 – 50 400 души
- 1950 – 67 800 души
- 1980 – 133 300 души
- 2009 – 176 387 души
- 2017 – 173 070 души

## Деление
Административно градът е разделен на 23 микрорайона (ошедла):
- Бжежини
- Войска Полскего
- Генералов
- Грунвалдзке
- Гутково
- Дайтки
- Жельона Горка
- Затоже
- Кентшинскего
- Корморан
- Кортово
- Кошчушки
- Ликуси
- Мазурске
- Над йежьором длугим
- Нагорки
- Печево
- Подгродже
- Порлешна
- Пойежеже
- Редикайни
- Шрудмешче
- Яроти

## Личности
Родени в града
- Лукас Давид – пруски историк
- Ян Антони Бланк – полски художник
- Хуго Хазе – немски политик
- Ерих Менделсон – немски архитект
- Клаус Йоахим Цюлх – немски лекар, невролог
- Ханс Юрген Вишневски – немски политик
- Волф Лепенис – немски социолог и политолог
- Анджей Завада – полски алпинист
- Мариан Бублевич – полски автомобилист
- Юлиуш Махулски – полски актьор, режисьор и продуцент
- Изабела Трояновска – полска актриса и певица
- Влоджимеж Ковалевски – полски писател
- Артур Войдат – полски плувец, олимпийски медалист
- Анна Самушьонек – полска актриса
- Войчех Гжиб – полски волейболист, национал
- Марек Калишук – полски актьор
- Даниел Жолтак – полски хандбалист, национал
- Яцек Йежерски, римокатолически духовник, елбльонгски епископ

## Градове партньори
- Белско-Бяла, Полша
- Калпе, Испания
- Шатору, Франция
- Гелзенкирхен, Германия
- Калининград, Русия
- Луцк, Украйна
- Офенбург, Германия
- Оснабрюк, Германия
- Ричмънд, САЩ
- Рованиеми, Финландия
- Sønderborg, Дания
- Халмстад, Швеция
- Перуджа, Италия

## Фотогалерия
- Замък „Орденсбург“
- Катедралата „Св. Яков“
- Варминско-Мазурски университет
- Старото кметство
- Езеро „Кшиве“
- Езеро „Укел“
- Висока Брама
- Паметник на Николай Коперник
- Планетариума
- Театър „Стефан Ярач“
- Сградата на войводството
- Обсерваторията
- Гарнизонната църква
- Спортна зала „Урания“